# BM Aragón
CAI BM Aragón (pełna nazwa:CAI Balonmano Aragón) – męski klub piłki ręcznej z Hiszpanii, powstał w 2003 roku w Saragossie. Klub występuje w hiszpańskiej Lidze ASOBAL.

## Sukcesy
- Puchar EHF piłkarzy ręcznych:
  -  2007

## Kadra na sezon2010/2011
- Demetrio Lozano